# 阪急ベーカリー
株式会社阪急ベーカリー（はんきゅうベーカリー）は、かつて存在した食パンなど各種パンの製造・販売及び卸売を行っていた日本の企業。エイチ・ツー・オー リテイリング株式会社の完全子会社であった。2024年4月1日付で阪急デリカへ吸収合併され解散した。

## 歴史
1927年（昭和2年）1月に阪急梅田駅に阪神急行電鉄の製菓部として菓子類の製造･販売を行い、翌年1928年（昭和3年）11月にパンの製造を開始したのが始まりである。
1934年（昭和9年）10月には三国工場を開設して本格的な生産体制の確立を図った。
1953年（昭和28年）8月に阪急百貨店より分離して阪急製菓株式会社を設立して独立したが、1956年（昭和31年）1月に阪急共栄物産株式会社に吸収合併されて同社の一事業部となった。
1956年（昭和31年）4月に長柄工場を開設して和菓子製造を開始して事業領域の拡張を図り、1997年（平成9年）3月に池田工場を開設して三国工場と長柄工場から生産を移管して製造拠点の集約を図った。
2003年（平成15年）1月1日付で阪急共栄物産を事業別に分社化して株式会社阪急ベーカリーとして再び独立し、同年3月1日に阪急共栄物産を阪急百貨店が吸収合併して同社の100%出資子会社化した。
2006年（平成18年）9月1日付で食品事業グループを統括する中間持株会社として株式会社阪食が設立されて同社の子会社となった。「ベイクドQ」など複数のブランドで、パンの製造・販売事業を行っていた。
また過去には、おはぎや大福、葛餅やわらび餅、水無月ういろうなど和菓子を製造・販売する「北野茶屋」も運営していたが、2007年（平成19年）6月をもって撤退した。
2008年（平成20年）10月1日付で阪神百貨店系だった株式会社ヘンゼルが喫茶・飲食店や社員食堂の運営を行う部門の統合により株式会社ヒューメックフーズ及び株式会社キャンティーンウエストと合併して株式会社ハートダイニングとなることに伴い、同社のベーカリー事業を継承して新たにヘンゼルのブランドのベーカリー事業も行うようになった。
広島県と岡山県で食品スーパーを展開するエブリイと提携し、同社に製造・運営のノウハウ及び成形した冷凍パン生地などを提供し、2010年（平成22年）4月16日に広島県福山市に「ホーミイベーカリー 100円香房」1号店を開店したのを皮切りに、カスミやサンシャインチェーン本部、オオゼキ、紅屋商事などグループ以外の企業とも提携して「100円ベーカリー」を全国展開した。
2016年（平成28年）6月1日に、エイチ・ツー・オー リテイリンググループの再編に伴い、株式会社エイチ・ツー・オー食品グループの子会社となった。
2021年（令和3年）4月1日に、エイチ・ツー・オー リテイリングの完全子会社であった株式会社阪急B&Cプランニング及び株式会社阪急フレッズを吸収合併した。また同日付で株式会社エイチ・ツー・オー食品グループの子会社株式管理事業がエイチ・ツー・オー リテイリングに移管され、再びエイチ・ツー・オー リテイリングの直接の子会社となった。
2024年（令和6年）4月1日付で、株式会社阪急デリカアイ（同日付で株式会社阪急デリカへ商号変更）へ吸収合併され、阪急ベーカリーは解散した。

## ブランド
以下のブランド・業態でベーカリー事業を行っていた。
- ブーランジェリー アン - グループの阪急百貨店（うめだ本店・川西阪急・宝塚阪急）内に3店舗。
- ベイクドQ - 三田阪急店 ・フレスト松井山手店・服部緑地店（阪急オアシス服部緑地店内）の3店舗。
- ヘンゼル - 阪神百貨店系だった株式会社ヘンゼル[9]から継承したブランド[8]。阪神百貨店梅田本店に1店舗。
- 阪急ベーカリー香房 - 全てのパンを100円（税込108円）で販売。グループ内のスーパーマーケット・阪急オアシスに出店、H2O傘下入り以降はイズミヤにも出店。一部店舗にはカフェ・イートインスペースを設置。

2021年4月1日の合併により、旧・株式会社阪急B&Cプランニングの店舗も加わった。
- 旧・株式会社阪急B&Cプランニング - エイチ・ツー・オー　リテイリングの完全子会社であったが、2021年4月1日付で当社に吸収合併された。「阪急ベーカリー」「阪急ベーカリー&カフェ」の店舗名で、同じく100円（税込108円）でパンを提供していた。阪急・阪神沿線や両百貨店の店舗内以外にも出店。九州地区の2店舗は、2011年6月に経営譲渡されH2O傘下入りした「株式会社旬工房」が九州地区で事業展開してきたノウハウもあることから運営してきたが、2015年度に会社清算したため、九州地区の店舗も同社へ移管された。